# Kryštof Hauser
Kryštof Hauser (* 29. Dezember 2002 in Liberec) ist ein ehemaliger tschechischer Skispringer.

## Werdegang
Seinen ersten internationalen Start hatte Kryštof Hauser im Sommer 2018 beim FIS-Cup in Szczyrk, wo er als 76. zweimal Letzter wurde. In der gleichen und der folgenden Saison folgten noch weitere, ähnlich erfolglose Starts im FIS- und Alpencup, jedoch landete er in der Saison 2019/2020 dreimal unter den Top-50.
In der nächsten Saison konnte er bei einem schwach besetzten FIS-Cup Wettkampf in Rasnov als 7. und 8. seine ersten Punkte holen und auch im Alpencup war er in dieser Saison erfolgreich. Außerdem nahm er in Lahti an den Junioren-Skiweltmeisterschaften teil, wo er im Einzel 37. und im Team 10. wurde.
Sein Debüt im Continental-Cup gab er in der folgenden Saison und konnte nach einigen erfolglosen Wettkämpfen, in Zhangjiakou auch in dieser Wettkampfserie seine ersten Punkte holen. In der Saison startete er auch sporadisch in FIS- und Alpencup, ohne seine bisherigen Ergebnisse stark zu verbessern. Außerdem nahm er an den Junioren-Skiweltmeisterschaften in Zakopane teil und konnte im Einzel den 28. und im Team den 7. Platz erreichen.
In dieser Saison wurde er auch tschechischer Juniorenmeister.
Obwohl er in der Saison 2022/23 weder im FIS- noch im Continental-Cup Punkte holte, nahm er 2023 an den Europaspielen teil, die er mit den Plätzen 49 und 54 abschloss.
Nach dem Ende der Saison 2023/24 gab Hauser, zusammen mit zwei Teamkollegen, Radek Rýdl und František Holík, seinen Rücktritt bekannt.